# 피쉬 스토리
《피쉬 스토리》(フィッシュストーリー)는 이사카 고타로의 단편 소설이자 이 단편 소설이 수록된 단편집이다.
또 소설을 원작으로 《집오리와 들오리의 코인 로커》를 제작한 나카무라 요시히로 감독 및 같은 제작진으로 제작된 2009년 영화이다.

## 줄거리
1975년, 섹스 피스톨즈가 데뷔하기 1년 전, 일본의 인기 없는 펑크 밴드 '게키린'이 해체 전 마지막 녹음에서 연주한 〈Fish Story〉란 곡이 시공을 초월해 기적을 일으켜, 지구를 구한다.

## 영화
2009년 3월 20일에 개봉됐으며, 쇼게이트가 배급을 맡았다. 극중에 등장하는 밴드 '게키린'은 출연 배우들을 통해 음반 《Fish Story》를 발매하며 실제로 데뷔했으며, 사이토 가즈요시가 프로듀서를 맡았다.

### 출연진
- 이토 아쓰시
- 고라 겐고
- 다베 미카코
- 하마다 가쿠
- 모리야마 미라이
- 오모리 나오
- 이시마루 겐지로
- 에구치 노리코
- 야마시타 노부히로